# AZCA

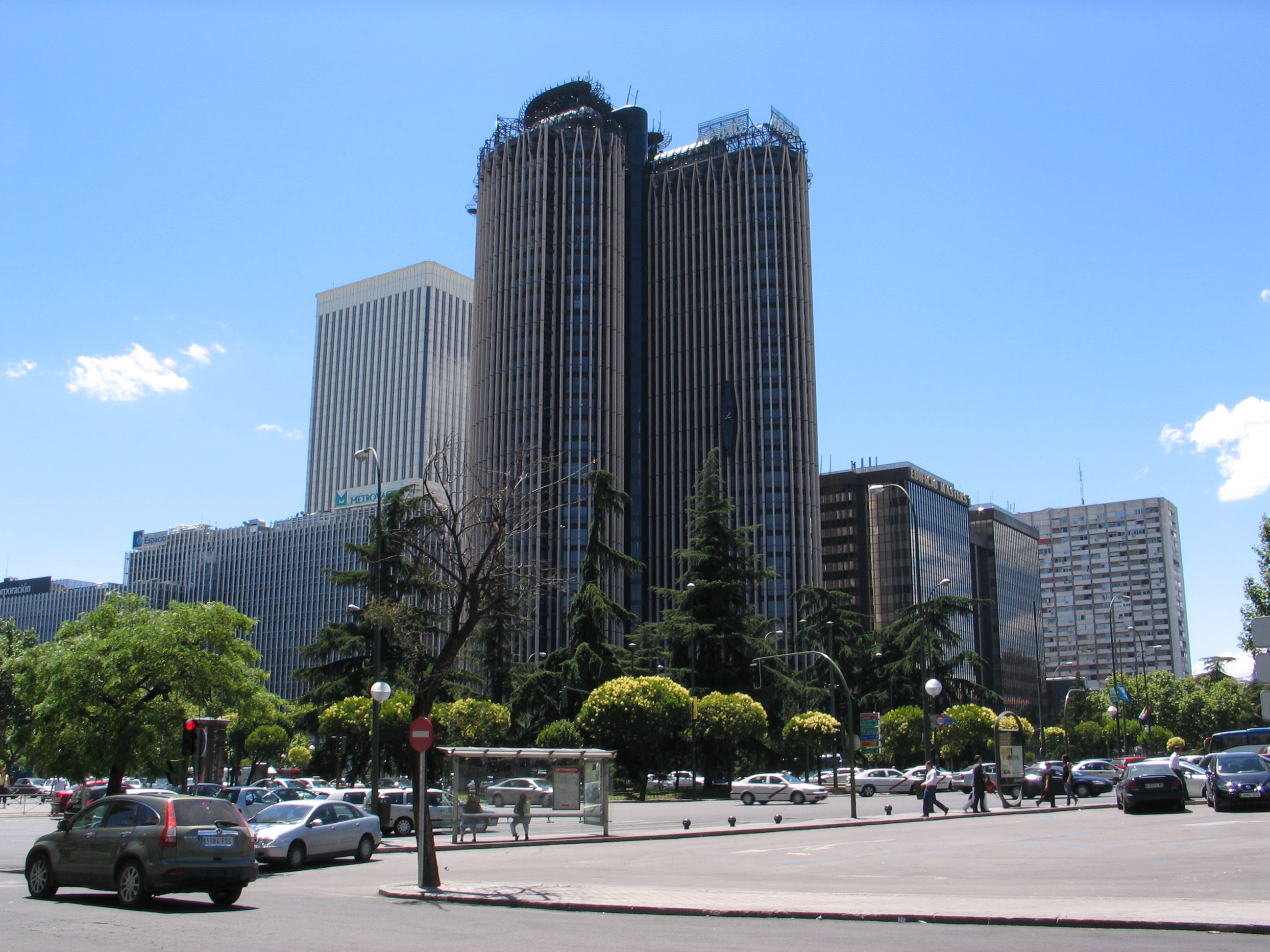
AZCA widok z Plaza de Lima – pośrodku widoczne Torre Europa

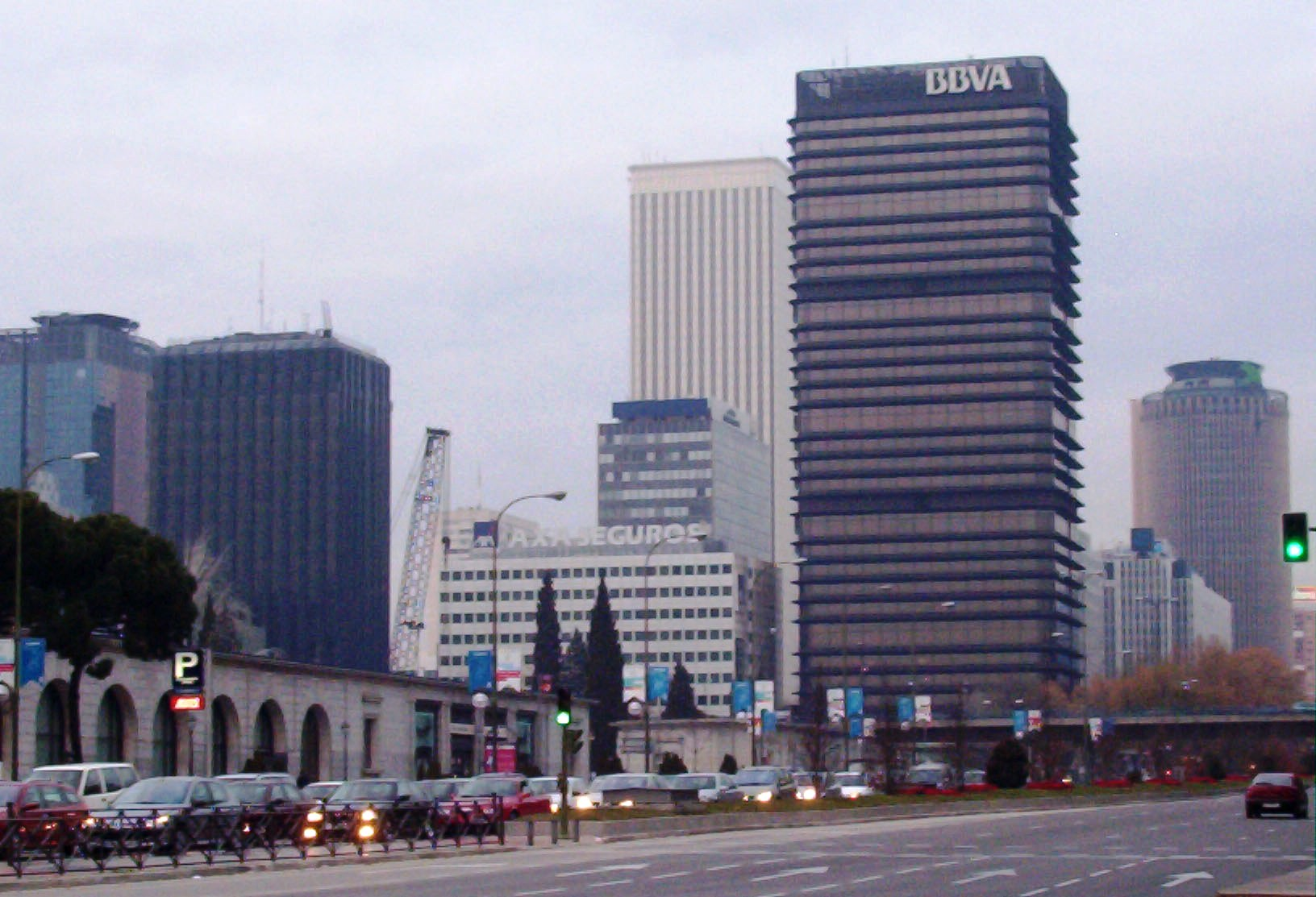
AZCA widok z Paseo de la Castellana

AZCA (Asociación Mixta de Compensación de la Manzana A de la Zona Comercial de la Avenida del Generalísimo)– finansowa dzielnica i Central Business District w centrum Madrytu pomiędzy ulicami Raimundo Fernández Villaverde, Orense, General Perón i Paseo de la Castellana. Dzielnica ta nazywana jest przez Hiszpanów hiszpańskim Manhattanem ze względu na dominację nowoczesnej architektury oraz obecność kilku emblematycznych dla Madrytu wieżowców.
Plany budowy AZCA sięgają aż do 1946, kiedy to został zatwierdzony plan generalny rozwoju urbanistycznego Madrytu (hiszp. Plan General de Ordenación Urbana de Madrid). Celem tego planu było stworzenie wysokich bloków i wieżowców z nowoczesnymi budynkami biurowymi z rozbudowaną siecią metra i kolei podmiejskiej, związanej z ekspansją terytorialną Madrytu. W planach było także stworzenie ogrodu botanicznego oraz biblioteki, plany te jednak nie zostały zrealizowane.
Budowa obiektów rozpoczęła się w 1970 mimo wielu opóźnień.
Niektóre z wieżowców:
- Torre Picasso - 157 m
- Torre Europa - 121 m
- Torre BBVA - 107 m

Dalej na północ, w pobliżu dworca Madryt Chamartín, na Plaza de Castilla, dwa pochyłe biurowce tworzą tzw. Puerta de Europa (Bramę Europy). 
W 2007 rozpoczęła się budowa nowych wieżowców, te zaś budowane są dalej w kierunku na północ wzdłuż Paseo de la Castellana.